# Psiquiatria de catástrofe
A psiquiatria de catástrofe é uma área da psiquiatria. Está intimamente ligada à psiquiatria militar e evoluiu, maioritariamente, a partir desta área, mas com um foco mais amplo do que o do contexto puramente militar, e que também inclui desastres naturais, acidentes, emergências de saúde pública e as perturbações comunitárias e a nível da saúde mental associadas a estas. A psiquiatria de catástrofe tem um "papel vital nas estruturas evolutivas para a preparação e resposta nos campos de gestão de desastres."